# Tonna
Tonna ist eine Gemeinde im thüringischen Landkreis Gotha. Sie gehört seit 1995 gemeinsam mit den vier Gemeinden Dachwig, Döllstädt, Gierstädt und Großfahner zur Verwaltungsgemeinschaft Fahner Höhe. Im zur Gemeinde gehörenden Gräfentonna befindet sich der Sitz dieser Thüringer Verwaltungsgemeinschaft.

## Geographie
Die Gemeinde liegt im äußersten Norden des Landkreises, etwa 20 km nördlich der Kreisstadt Gotha, sieben km östlich von Bad Langensalza. Die beiden Ortsteile werden von der Tonna durchflossen, einem Bach, der am südlichen Ortsrand von Ballstädt bei der Fahner Höhe in 337 m Höhe ü. NN entspringt. Zwischen den beiden Ortsteilen fließt ihr der Seegraben zu, der das Seefeld zwischen Tonna und Döllstädt entwässert. In Gräfentonna münden in der Nähe der Justizvollzugsanstalt der aus Aschara (Weißer Bach) und Eckardtsleben (Schwarzer Bach) nun genannte Reifenheimer Graben und der aus den östlichen Feldern kommende Brombach in die Tonna. Sie verlässt die Gemeinde in nördlicher Richtung und mündet etwa 10 km nach ihrer Quelle bei der Lohmühle in der Nähe von Nägelstedt, einem Ortsteil von Bad Langensalza, in die Unstrut in 167,1 m ü. NN. Sie gehört somit zum Flusssystem Unstrut, das sein Wasser über die Saale und die Elbe zur Nordsee führt. Die Tonna entwässert ein Gebiet von 65,4 km².

## Gemeindegliederung
Tonna besteht aus den Ortsteilen Gräfentonna und Burgtonna.

## Wappenbeschreibung
Ein blauer Wellenpfahl auf goldenem (gelbem) Grund ist mit einem silbernen nach rechts gewendeten aber frontal blickenden Löwen mit goldener Krone und goldenen Krallen belegt, der auf einem silbernen (weißen) Sockel steht. Der Wellenpfahl in der Mitte steht für den Bach Tonna. Der Sockel ist aus einem alten Siegel Burgtonnas entnommen. Der Löwe ist das Wappentier der Grafen von Gleichen, die von Tonna stammen. Das Wappen wurde am 31. Mai 1996 genehmigt.

## Einwohnerentwicklung
Entwicklung der Einwohnerzahl (31. Dezember): Datenquelle: Thüringer Landesamt für Statistik
| - 1994 – 2905 - 1995 – 2924 - 1996 – 2931 - 1997 – 2997 - 1998 – 3001 - 1999 – 2959 | - 2000 – 2936 - 2001 – 2876 - 2002 – 2962 - 2003 – 2965 - 2004 – 2936 - 2005 – 2907 | - 2006 – 2915 - 2007 – 2929 - 2008 – 2895 - 2009 – 2817 - 2010 – 2797 - 2011 – 2982 | - 2012 – 2937 - 2013 – 2934 - 2014 – 2887 - 2015 – 2865 - 2016 – 2822 - 2017 – 2805 | - 2018 – 2795 - 2019 – 2781 - 2020 – 2778 - 2021 – 2917 - 2022 – 2912 |

## Politik
Der Gemeinderat von Tonna besteht aus 14 ehrenamtlich tätigen Bürgerinnen und Bürgern. Bei der Gemeinderatswahl am 26. Mai 2024 wurden zwei Frauen und zwölf Männer gewählt, die alle der Wählergruppe „Gemeinsam für Tonna“ angehören.
Tonnas Bürgermeister ist seit 2016 Heiko Krtschil. Bei der Bürgermeisterwahl am 12. Juni 2022 wurde er als einziger Kandidat mit 98,0 Prozent der gültigen Stimmen im Amt bestätigt; die Wahlbeteiligung lag allerdings bei nur 26,7 Prozent.

## Sehenswürdigkeiten

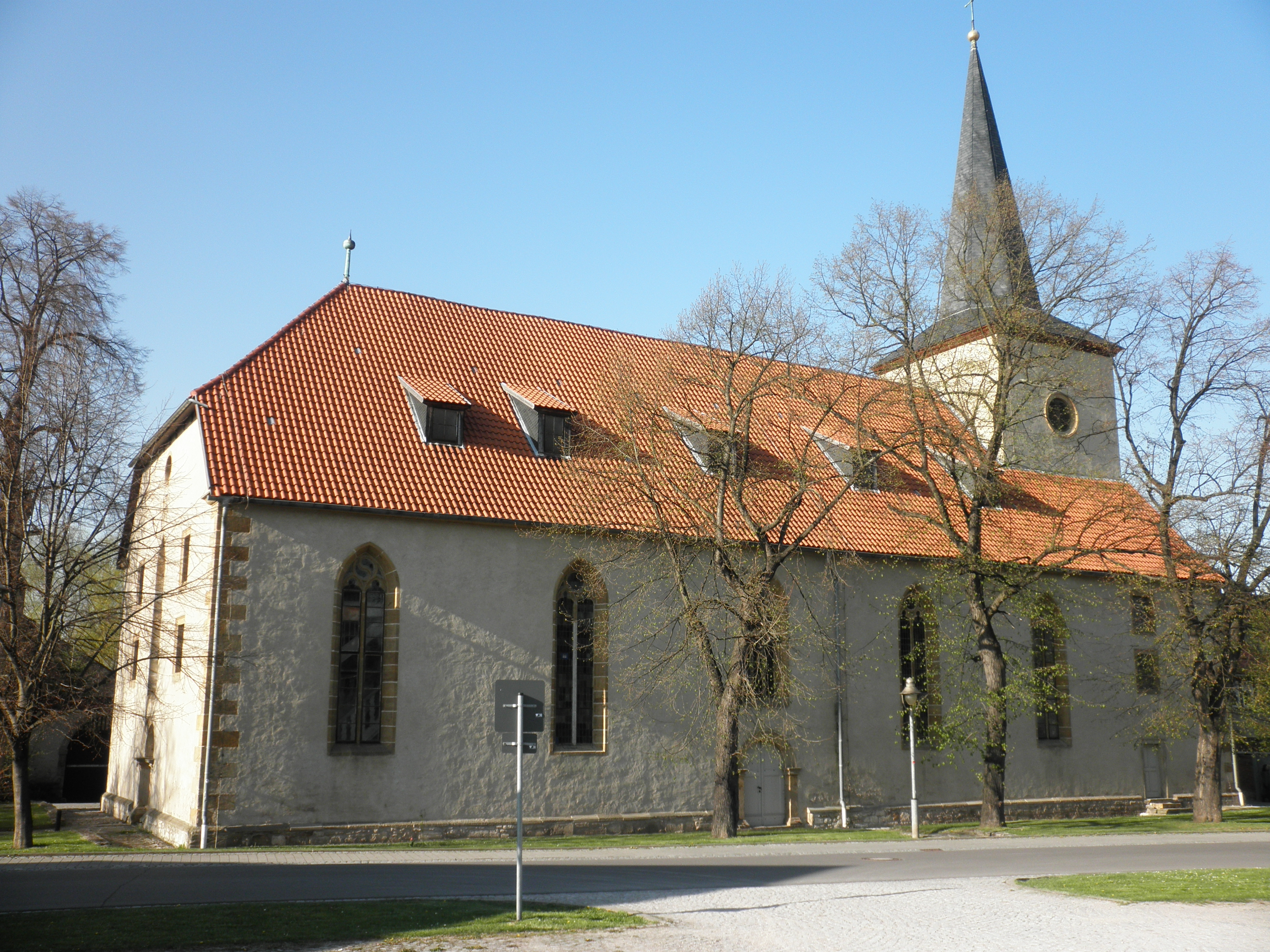
Kirche in Gräfentonna

- Landschaftsschutzgebiet Fahner Höhe
- St. Peter und Paul (Gräfentonna)
- Dorfkirche Burgtonna
- Rittergut Burgtonna
- Schloss Tonna
- Neues Schloss (Gräfentonna)

## Verkehrsanbindung
Die Verkehrsanbindung erfolgt über die Bahnstrecke Kühnhausen–Bad Langensalza, zu der in Gräfentonna ein Bahnhof besteht. Zudem liegt Gräfentonna an der B 176 (Bad Langensalza–Sömmerda, früher L 1042). Burgtonna liegt etwa vier km südlich von Gräfentonna an der stillgelegten Bahnstrecke Ballstädt–Straußfurt sowie an der L 1043 (Gräfentonna–Gotha, Kindleber Straße) zwischen Gräfentonna und Ballstädt und ist zudem Endpunkt der Landstraße, die von Wiegleben kommt, die B 247 kreuzt und Aschara mit Burgtonna verbindet.